# Ex Drummer
Ex Drummer ist ein belgisches Drama aus dem Jahre 2007. Es ist der erste Langfilm von Koen Mortier, der Regie führte und das Drehbuch schrieb. Der Film basiert auf dem Buch des flämischen Autors Herman Brusselmans. 

## Handlung
Eines Tages tauchen drei abgerissene Gestalten aus den Elendsquartieren von Ostende bei dem erfolgreichen Schriftsteller und ehemals aktiven Schlagzeuger Dries auf, um ihn als Drummer für ihr bis dahin wenig erfolgreiches Bandprojekt anzuheuern. Ziel ist zunächst ein einmaliger Auftritt mit einer Band von ausschließlich behinderten Musikern am (Provinz-)Rockwettbewerb von Leffinge. Als da wären: Koen de Geyter, der lispelnde Sänger, dessen Freizeitbeschäftigung es ist, Frauen zu überfallen und blutig zu schlagen, um Befriedigung zu erlangen, Jan Verbeek, der Bassist mit dem steifen rechten Arm, der daheim seinen Vater „pflegen“ muss, der mit einer Zwangsjacke an das Bett gefesselt ist, und der taube Gitarrist Ivan Van Dorpe, in dessen Heim die lustlose Ehefrau das Haus und ihren eigenen Körper verkommen lässt und die schreiende Tochter allenfalls mit Drogen ruhigstellt. Dries willigt ein, getrieben von dem Drang nach Beobachtung des sozialen Elends, gibt als sein Handicap an, dass er nicht Schlagzeug spielen könne, und nennt die Band „The Feminists“. 
Dries manipuliert die Welt der Asozialen, instrumentalisiert sie gegeneinander und schließlich wähnt er sich selbst als Erlöser und sorgt für eine Katastrophe.

## Kritik
„Die visuell wie sprachlich drastische Darstellung sozialen Elends versteht sich nicht als Realismus, sondern als Reflexion über die Darstellbarkeit von hoffnungslosen Lebensweisen, kunstvoll gebrochen sowohl über die Hauptfigur als auch über Stilisierungen auf der Bild- und Tonebene.“

„Es tut weh, sich auf diesen Film einzulassen, doch der Schmerz ist immer auch eine heilsame Erfahrung. Und das gilt erst recht für Ex Drummer, der mit Sicherheit einer der aufrüttelndsten und verstörendsten Filme des Jahres sein dürfte. Trotzdem – oder gerade deswegen – sollte man diesen Film auf keinen Fall verpassen – sofern man ihn aushält.“

„Regisseur Koen Mortier wollte wohl ein ähnliches skandalöses Sozialdrama wie etwa "Trainspotting" entwerfen, schuf aber lediglich ein Werk zwischen Delirium, Ekel und Abscheu, das offenbar jedes Tabu zu brechen versucht.“

## Auszeichnungen
- Special Jury Award für den Regisseur beim Warsaw International Film Festival, 2007.
- Jurypreis für das beste Debütwerk beim Raindance Film Festival, 2007.
- Nominierung für den Tiger Award für Koen Mortier beim Rotterdam International Film Festival, 2007.
- ‚Fresh Blood‘ Publikumspreis beim Fantasy Filmfest, 2007.
- Jurypreis für das beste Erstlingswerk beim Fant-Asia Film Festival, 2008.

## Trivia
- Eine Band im Film ist nach dem niederländischen Schriftsteller Harry Mulisch benannt.